# Benamar Benatta
Benamar „Ben“ Benatta (* 1974/75) ist ein algerischer Flüchtling.
Einen Tag nach den Anschlägen vom 11. September 2001, am 12. September 2001, reiste er in die USA ein und wurde als Terrorverdächtiger inhaftiert. Laut der Los Angeles Times wurde er 1780 Tage festgehalten. Benatta ist in den USA länger als jeder andere Verdächtige ohne jede Beweise festgehalten worden.
Benatta war ein Leutnant der Algerischen Luftwaffe, der für ein Training in die USA geschickt wurde.
Benatta übertrat die kanadische Grenze am 5. September 2001 und galt seitdem als Flüchtling. Die kanadischen Einwanderungs-Behörden übergaben ihn den US-Behörden am 12. September.
Die Los Angeles Times berichtete, dass im November 2001 amerikanische Sicherheitsbehörden bestätigt haben, dass Benatta keine Verbindungen zum Terrorismus habe.
Am 20. Juli 2006 übergaben ihn die amerikanischen Behörden den kanadischen Einwanderungsbehörden zurück.

„Ich sagte mir selbst immer wieder, vielleicht war das, was geschah ... eine Art Traum. Ich glaubte nie, dass so etwas in den USA passieren kann.“